# Período legislativo de 2002 a 2006 de Costa Rica
| 19 PUSC 17 PLN 14 PAC | 6 PML 1 PRC |

Composición partidaria al momento de ser electos:
PUSC
PLN
PAC
PML
PRC

Composición oficial por fracción. Todos los diputados que renunciaron a su partido pasan a ser parte del grupo independiente.

Composición partidaria extraoficial al finalizar el período; seis diputados del PAC renuncian para formar el autodenominado Bloque Patriótico, un diputado renuncia al Libertario y forma la agrupación local Partido Auténtico Herediano y Carlos Avendaño renuncia a Renovación Costarricense y crea la formación entonces provincial de San José, Restauración Nacional.

El Período Legislativo de Costa Rica de 2002 a 2006 fue el período constitucional de funcionamiento de la Asamblea Legislativa que abarcó del 1 de mayo de 2002 al 30 de abril de 2006.
Tras realizarse las elecciones legislativas de 2002, simultáneas a las presidenciales en que resultó elegido el Dr. Abel Pacheco, el oficialista Partido Unidad Social Cristiana obtuvo mayoría con 19 diputados, seguido del Partido Liberación Nacional con 17, el Partido Acción Ciudadana con 14, el Movimiento Libertario con 6 y el partido cristiano Renovación Costarricense con uno. Esta fue la primera Asamblea Legislativa en donde estaba representado el recién fundado Partido Acción Ciudadana que había participado por primera vez en las elecciones, y fue la primera vez que un partido emergente tuvo una cantidad de diputados similar a los dos partidos tradicionales, lo que evidenció el inicio del quiebre del sistema bipartidista. Esta ha sido la única Asamblea Legislativa en que no estuvo representada la izquierda desde que fue re-legalizada en 1978.
Pasados algunos meses la mitad de la bancada del PAC se separa, conformando el llamado Bloque Patriótico al afirmar que el código de ética del partido era demasiado riguroso. Dicho grupo parlamentario luego se fraccionaría aún más. El Movimiento Libertario sufrió también la deserción de uno de sus diputados, José Francisco Ramos. Otro hecho destacable es que el diputado único de Renovación Costarricense, Carlos Avendaño, renuncia a su partido y funda uno nuevo también de ideología cristiana. Durante este período se aprobaron un total de 234 leyes.

## Fracciones
| Partido político | Partido político                | Diputados | Diputados |
| ---------------- | ------------------------------- | --------- | --- |
|                  | Partido Unidad Social Cristiana |           | 1. Edgar Mohs Villalta 2. Aida Faingezicht Waisleder 3. Rolando Laclé Castro 4. Ricardo Toledo Carranza 5. Gloria Valerín Rodríguez 6. Olman Vargas Cubero 7. Mario Calderón Castillo 8. German Rojas Hidalgo 9. Gerardo Alberto González Esquivel 10. Lilliana Salas Salazar 11. Mario Redondo Poveda 12. María del Rocío Ulloa Solano 13. Federico Guillermo Vargas Ulloa 14. Ligia María Zúñiga Clachar 15. Francisco Sanchún Morán Fernández 16. Miguel Huezo Arias 17. Jorge Luis Álvarez Pérez 18. Carmen María Gamboa 19. Marco Tulio Mora Rivera                                                          |
|                  | Partido Liberación Nacional     |           | 1. Laura Chinchilla Miranda 2. José Miguel Corrales Bolaños 3. Bernal Jiménez Monge 4. Kyra Dunia de la Rosa 5. Paulino Rodríguez Mena 6. Guido Vega Molina 7. Álvaro González Alfaro 8. Luis Ángel Ramírez Ramírez 9. Joyce Mary Zürcher Blen 10. Luis Gerardo Villanueva Monge 11. Nury Garita Sánchez 12. María de los Ángeles Víquez Sáenz 13. Sigifredo Aiza Campos 14. María Lourdes Ocampo 15. Carlos Ricardo Benavides Jiménez 16. Julián Watson Pomear 17. María Elena Núñez Chaves |
|                  | Partido Acción Ciudadana        |           | 1. Margarita Penón Góngora, renuncia en 2005), sustituida por Teresita Aguilar Mirambell 2. Rodrigo Alberto Carazo Zeledón 3. Epsy Campbell Barr 4. Martha Iris Zamora Castillo 5. Ruth Montoya Rojas 6. Gerardo Vargas Leiva 7. Daisy Quesada Calderón 8. Edwin Patterson Bent |
|                  | Partido Movimiento Libertario   |           | 1. Federico Malavassi Calvo 2. Ronaldo Alfaro García 3. Carlos Salazar Ramírez 4. Carlos Herrera Calvo 5. Peter Guevara Guth |
|                  | Independientes                  |           | 1. Rafael Ángel Varela Granados (originalmente del Partido Acción Ciudadana) 2. Juan José Vargas Fallas (originalmente del Partido Acción Ciudadana) 3. José Humberto Arce Salas (originalmente del Partido Acción Ciudadana) 4. Quírico Jiménez Madrigal (originalmente del Partido Acción Ciudadana) 5. Emilia María Rodríguez Arias (originalmente del Partido Acción Ciudadana) 6. Elvida Irene Navarro Vargas (originalmente del Partido Acción Ciudadana) 7. José Francisco Salas Ramos (originalmente del Movimiento Libertario) 8. Carlos Luis Avendaño Calvo (originalmente de Renovación Costarricense) |

## Presidentes Legislativos
| Presidente                | Legislatura         | Partido político |
| ------------------------- | ------------------- | ---------------- |
| Gerardo González Esquivel | 2005-2006 2004-2005 | PUSC             |
| Mario Redondo Poveda      | 2003-2004           | PUSC             |
| Rolando Laclé Castro      | 2002-2003           | PUSC             |